# Tetracheledone spinicirrus
 Tetracheledone spinicirrus  — вид восьминогів родини Octopodidae. Вид поширений на заході Атлантичного океану, у Карибському морі та Мексиканській затоці.